# Huba Hómann
Huba Hómann (* 30. April 2006 in Budapest) ist ein ungarischer Fußballspieler.

## Karriere
Hómann begann seine Karriere beim Főnix FC. Zur Saison 2022/23 wechselte er nach Österreich in die Jugend des TSV Hartberg. Zur Saison 2023/24 schloss er sich dem SV Lafnitz an, bei dem er in der Akademie sowie für die Amateure spielte. In der Saison 2023/24 kam er zu drei Einsätzen in der Landesliga.
Im September 2024 stand Hómann gegen den Floridsdorfer AC erstmals im Profikader der Lafnitzer, kam aber noch nicht zum Einsatz. Sein Debüt in der 2. Liga gab er schließlich im Mai 2025, als er am 28. Spieltag der Saison 2024/25 gegen den SKU Amstetten in der Halbzeitpause für Edon Murataj eingewechselt wurde.